# 二苯并环庚烯
二苯并环庚烯（dibenzocycloheptadiene，dibenzosuberane）是一种三环有机化合物，化学式为C15H14，是许多三环类抗抑郁药（TCA）的结构母体。它可由二苯并环庚酮还原得到。